# Hugo Lobe
Hugo Lobe (ur. 28 września lub 9 października 1830, zm. 3 września 1915 w Królewskiej Hucie) – niemiecki działacz samorządowy, wieloletni przewodniczący Rady Miejskiej, honorowy obywatel Królewskiej Huty. 

## Życiorys

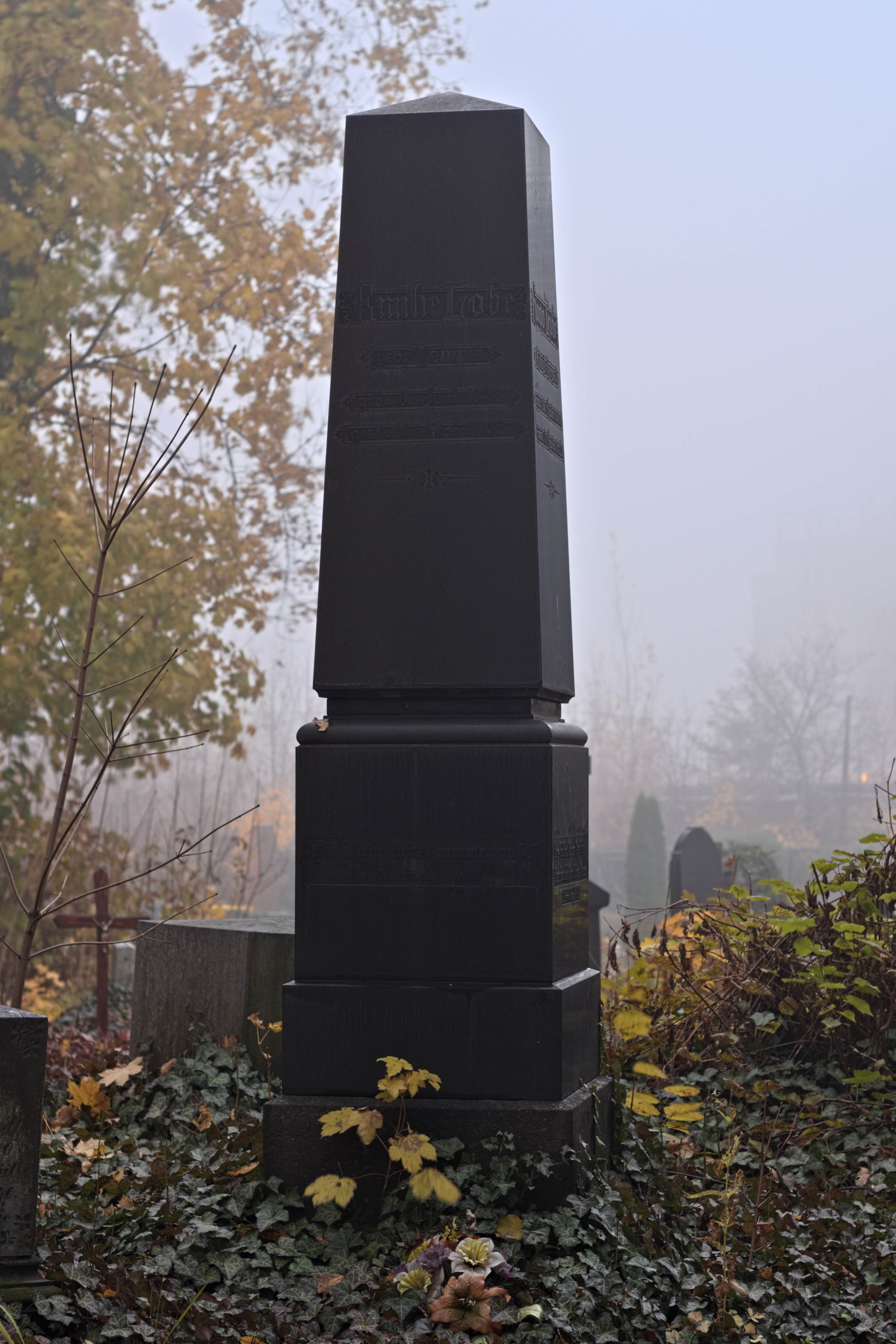
Nagrobek Hugona Lobego i jego żony Emilie (2019)

Od 1850 pracował jako urzędnik rewiru górniczego. Stopniowo awansował, został królewskim przysięgłym górniczym, około 1885 mianowany królewskim radcą górniczym. Przez wiele lat był generalnym pełnomocnikiem Hugona II Henckel von Donnersmarcka. Mieszkał w domu przy obecnej ul. Wolności 17 w Chorzowie (budynek ten nie zachował się). Walczył jako oficer w wojnie prusko-austriackiej. Od powstania Królewskiej Huty w 1868 był radnym miejskim, a następnie wiceprzewodniczącym Rady Miejskiej. W styczniu 1871 wybrany przewodniczącym Rady Miejskiej, pełnił tę funkcję aż 43 lata. Pracował m.in. w komisjach: prawnej, podatków, dochodów miejskich, finansowej oraz hali targowej. Działacz lokalnej wspólnoty ewangelickiej, członek Górnośląskiego Związku Przemysłowców Górniczo-Hutniczych, mąż zaufania Niemieckiego Związku Floty. 28 stycznia 1895 zostało mu nadane honorowe obywatelstwo Królewskiej Huty. Złożył urząd z powodu choroby w styczniu 1914. Zmarł 3 września 1915 w Królewskiej Hucie, pochowany na miejscowym cmentarzu ewangelickim przy kościele im. Elżbiety w Chorzowie.

## Odznaczenia
- Order Królewski Korony III klasy (1889)
- Order Orła Czerwonego III klasy ze wstęgą (1906)